# Erica Yohn
Erica Yohn (New York, 1º ottobre 1928 – North Hollywood, 27 gennaio 2019) è stata un'attrice e doppiatrice statunitense.

## Filmografia parziale

### Cinema
- Una moglie per papà (Corrina, Corrina), regia di Jessie Nelson (1994)

### Televisione
- Teddy Z (The Famous Teddy Z) - serie TV, 20 episodi (1989-1990)
- E.R. - Medici in prima linea (ER) - serie TV, 1 episodio (1998)

## Doppiaggio
- Mama Toposkovich in Fievel sbarca in America, Fievel conquista il West e Fievel - Il tesoro dell'isola di Manhattan

## Doppiatrici italiane
- Bianca Toso in Fievel sbarca in America
- Ida Sansone in Fievel conquista il West
- Deddi Savagnone in Una moglie per papà